# 木鶏
木鶏（もっけい）とは、荘子（達生篇）に収められている故事に由来する言葉で、木彫りの鶏のように全く動じない闘鶏における最強の状態をさす。

## 由来
故事では紀悄子という鶏を育てる名人が登場し、王からの下問に答える形式で最強の鶏について説明する。
紀悄子に鶏を預けた王は、10日ほど経過した時点で仕上がり具合について下問する。すると紀悄子は、
『まだ空威張りして闘争心があるからいけません』
と答える。
更に10日ほど経過して再度王が下問すると
『まだいけません。他の闘鶏の声や姿を見ただけでいきり立ってしまいます』　
と答える。
更に10日経過したが、
『目を怒らせて己の強さを誇示しているから話になりません』
と答える。
さらに10日経過して王が下問すると
『もう良いでしょう。他の闘鶏が鳴いても、全く相手にしません。まるで木鶏のように泰然自若としています。その徳の前に、かなう闘鶏はいないでしょう』
と答えた。
上記の故事で荘子は道に則した人物の隠喩として木鶏を描いており、真人（道を体得した人物）は他者に惑わされること無く、鎮座しているだけで衆人の範となるとしている。

## スポーツにおいて
木鶏という言葉はスポーツ選手に使用されることが多く、特に日本の武道（相撲・剣道・柔道）選手が好んで使用する。横綱双葉山は、連勝が69で止まった時、「ワレイマダモッケイタリエズ（我、未だ木鶏たりえず）」と安岡正篤に打電したというエピソードがある。これを踏まえて横綱白鵬は、連勝が63で止まった時に支度部屋で「いまだ木鶏たりえず、だな」と語った。

## 関連文献
- 福永光司「「木鶏」の哲学――名横綱双葉山によせて」『道教と日本文化』人文書院、1982年（原著1979年）。ISBN 9784409410219。